# Iskandar
Baginda Almutawakkil Alallah Sultan Iskandar Al-Haj ibni Almarhum Sultan Ismail (ur. 8 kwietnia 1932, zm. 22 stycznia 2010) – sułtan stanu Johor od 1981, ósmy król Malezji (Yang di-Pertuan Agong) w latach 1984–1989. Trzykrotnie żonaty, ojciec dziesięciorga dzieci.  W okresie jego rządów trwało drugie powstanie malajskie i powstanie w Sarawaku, które na długie lata zdestabilizowały sytuację w kraju.